# Digby Tatham-Warter
Allison Digby Tatham-Warter (Atcham (Engeland), 21 mei 1917 – Nanyuki (Kenia), 21 maart 1993) was een Britse militair. Hij had in de Tweede Wereldoorlog onder andere een leidinggevende rol tijdens de Slag om Arnhem en Operatie Pegasus I.

## Levensloop
Tatham-Warters vader vocht mee in de Eerste Wereldoorlog. Toen Digby elf jaar oud was overleed zijn vader vanwege complicaties die deze opliep tijdens een gifgasaanval. Zelf studeerde Tatham-Warter aan Wellington College in Berkshire. In 1935 werd hij toegelaten tot het Koninklijke Militaire Academie Sandhurst in Sandhurst. Hij studeerde in 1937 af en werd benoemd als tweede luitenant bij de Oxfordshire and Buckinghamshire lichte infanterie, dat in Brits-Indië gelegerd was. Een van Tatham-Warters hobby's was de jacht op tijgers.
Na de uitbraak van de Tweede Wereldoorlog bleef Tatham-Warter in eerste instantie in Azië. Nadat zijn broer was gedood tijdens de Tweede Slag bij El Alamein aan het einde van 1942 meldde hij zich aan als vrijwilliger bij het nieuw gevormde parachutistenregiment. Hij werd aan het hoofd van een compagnie gesteld bij de 1e Luchtlandingsdivisie. De Britse luchtlandingsdivisie werd tijdens de invasie van Normandië in juni 1944 achter de hand gehouden, maar uiteindelijk niet ingezet. Tot september 1944, toen de divisie als onderdeel van Operatie Market Garden, bij Arnhem neerkwam had Tartham-Warter nog geen gevechtservaring opgedaan.
Tatham-Warter, intussen in de rang van majoor, maakte onderdeel uit van het 2e bataljon van luitenant-kolonel John Frost. Diens bataljon had als opdracht om als eerste na de landing op de Ginkelse Heide op te rukken naar de brug in Arnhem. Tatham-Warter bereikte Arnhem en leidde zijn mannen via de achtertuinen richting de brug, om op die manier contact met de Duitsers te vermijden. Onderweg maakte zijn groep honderdvijftig gevangenen. Tatham-Warter had weinig vertrouwen in de radio en had zijn manschappen daarom getraind in de bugelsignalen waarmee de infanterie tijdens de napoleontische oorlogen werd gecommandeerd. Het bataljon van Frost was het enige divisieonderdeel dat de brug bereikte. Na enkele dagen van harde gevechten moest het bataljon zich echter overgeven.
Gedurende de gevechten rond de brug vond Tatham-Warter een paraplu in een huis. Volgens Antony Beevor inspireerde hij zijn medestrijders door openlijk rond te lopen met de paraplu en door "als Charlie Chaplin een bolhoedje op te zetten". Tijdens een zwaar mortierspervuur van Duitse zijde zou hij zelfs zijn gespot terwijl hij open en bloot onder zijn paraplu over straat liep. Digby diende ter inspiratie voor het karakter Harry Carlyle in de film Een brug te ver uit 1977.
Tijdens de door de Britten verloren slag raakte Tatham-Warter gewond. Hij slaagde er op 21 september samen met zijn plaatsvervanger Antony Frank in om ongezien het Elisabeths Gasthuis te verlaten. In eerste instantie vonden zij onderdak bij een boerin bij Mariëndaal. De boerin bracht hen in contact met de Edese verzetsman Menno de Nooij. Tatham-Warter werd vervolgens ondergebracht bij een huisschilder die leefde op het landgoed Warnsborn bij Schaarsbergen. Op 8 oktober 1944 werd hij door Derk Wildeboer, hoofd van de Binnenlandse Strijdkrachten in Ede en omgeving, overgebracht naar diens huis in Ede.
Na de Slag om Arnhem waren veel Britten achtergebleven in de regio waar ze werden opgevangen door het lokale verzet. Voor het verzet was het moeilijk om alle extra monden te voeden. Bovendien namen de veiligheidsrisico's toe. De Britse militairen waren geen leven in bezet gebied gewend. Op verzoek van Wildeboer besloot Tatham-Warter daarom de leiding over de ondergedoken militairen op zich te nemen. Hij werd voorzien van een vals persoonsbewijs. Zijn nieuwe identiteit was die van Peter Jansen, de doofstomme zoon van een Haagse advocaat. In de dagen daarna bezocht Tartham-Warter per fiets veel van de ondergedoken militairen. Samen met het Edese verzet ontwierp hij bovendien het plan voor een gezamenlijke Brits-Nederlandse gevechtsgroep die als bruggenhoofd konden functioneren wanneer de geallieerden alsnog de doorstoot over de Rijn zouden maken.
De Britse luitenant-kolonel David Dobie werd bereid gevonden om de risicovolle oversteek te maken richting de geallieerde linies om de plannen te overleggen met het geallieerde opperbevel. Dobie slaagde daarin, maar kreeg te horen dat er op korte termijn geen poging zou worden gedaan om door te stoten over de Rijn. Er werd daarom een plan ontworpen om de ondergedoken parachutisten uit bezet gebied weg te smokkelen. Tatham-Warter had contact met Dobie daarover via een geheime telefoonlijn waardoor het verzet in contact stond met bezet gebied. In de nacht van 22 op 23 oktober ontsnapten 140 militairen dwars door de Duitse linies tussen Renkum en Wageningen over de Rijn. Het oversteekpunt droeg de naam Digby. Terug in Engeland werd Dobie onderscheiden met de Orde van Voorname Dienst.
Na de oorlog diende Tatharm-Warter eerst in het Mandaatgebied Palestina, voordat hij een aanstelling kreeg bij de King's African Rifles in Brits Kenia in 1946. Hij kocht twee landgoederen in Eburru en Kenia. Tijdens de Mau Mau-opstand vormde Tatharm-Warter zijn eigen beveiligingseenheid en leidde hen in het gevecht tegen de opstandelingen. Daarna nam hij ontslag uit het leger en wijdde zijn tijd aan de ontwikkeling van zijn landgoederen.